# Enzo Francescoli
Enzo Francescoli Uriarte (* 12. listopadu 1961 Montevideo, Uruguay) je bývalý uruguayský fotbalový útočník italského původu, skvělý driblér, známý pod přezdívkou El Príncipe (Princ). Francouzský fotbalista s alžírskými kořeny Zinedine Zidane označil Francescoliho za svůj hráčský vzor, dokonce dal na jeho počest svému synovi jméno Enzo. Je jediným Uruguaycem na Pelého seznamu 125 nejlepších žijících fotbalistů.

## Klubová kariéra
Odchovanec klubu Montevideo Wanderers strávil většinu kariéry v argentinském týmu CA River Plate (Buenos Aires), koncem osmdesátých let působil i ve Francii a poté v Itálii.

## Reprezentační kariéra
Za národní tým sehrál 73 zápasů, zúčastnil se Mistrovství světa ve fotbale hráčů do 20 let 1981, Mistrovství světa 1986 a 1990.

## Úspěchy
- 5× mistr Argentiny: 1985/86, Apertura 1994, Apertura 1996, Clausura 1997, Apertura 1997
- 3× vítěz Copa América: 1983, 1987, 1995
- 4× nejlepší střelec argentinské ligy: 1985, 1986, 1994, 1996
- 2× Fotbalista roku Jižní Ameriky: 1984, 1995 [4]
- člen FIFA 100 [3]